# Бріш Аркадій Адамович
Аркадій Адамович Бріш ((14 травня 1917 , Мінськ, Російська імперія  — 19 березня 2016 , Москва )) — радянський та російський фізик розробник ядерної зброї, доктор технічних наук, професор. Герой Соціалістичної Праці. Лауреат Ленінської премії, Державної премії СРСР та премії Уряду РФ.

## Життєпис
Народився 14 травня 1917 року в Мінську вродині вчителя. У 1931—1933 роках працював учнем електромонтера у Білоруській конторі Всесоюзного електротехнічного об'єднання у місті Мінську. Трудову діяльність розпочав у 1933 році електромонтером у вечірній школі Західної залізниці у Мінську. 1940 року закінчив фізико-математичний факультет Білоруського державного університету за спеціальністю «Фізика» і до початку німецько-радянської війни працював в Інституті хімії Академії наук (АН) Білоруської РСР. У 1937—1941 роках був відповідальним секретарем, а згодом головою Білоруської ради Добровільного спортивного товариства «Наука».
Після вторгнення німецько-фашистських військ до Мінська увійшов до підпільної групи, яка чинила опір окупантам, з осені 1941 року — розвідник штабу партизанської бригади ім. К. Є. Ворошилова. Після закінчення німецько-радянської війни Аркадій Бріш переїжджає до Москви. З 1947 по 1955 роки працював у РФЯЦ- ВНДІЕФ. З 1955 року — в КБ-25, нині Всеросійський НДІ автоматики імені М. Л. Духова. З 1964 по 1997 роки — головний конструктор.
P 1997 по 2016 роки — почесний науковий керівник ВНДІА та почесний член Російської академії ракетних та артилерійських наук.
Помер у Москві 19 березня 2016 року. Похований 23 березня на Федеральному військовому меморіальному цвинтар.

## Нагороди та звання
- Герой Соціалістичної Праці (Указ Президії Верховної Ради СРСР від 6 травня 1983 року, орден Леніна та золота медаль «Серп і Молот») — за створення ядерного боєприпасу для першої стратегічної крилатої ракети
- Орден «За заслуги перед Батьківщиною» IV ступеня (2008).[3]
- Орден Пошани (31 серпня 1999 року) — за заслуги перед державою, великий особистий внесок у становлення, розвиток атомної промисловості та багаторічну сумлінну працю[4]
- Чотири ордена Леніна (13 травня 1955 року; 7 березня 1962 року ; 29 липня 1966 року ; 6 травня 1983 року).
- Орден Жовтневої Революції (12 серпня 1976 року).
- Орден Вітчизняної війни II ступеня (11 березня 1985 року) — за хоробрість, стійкість і мужність, виявлені в боротьбі з німецько-фашистськими загарбниками, і в ознаменування 40-річчя перемоги радянського народу у Великій Вітчизняній війні 1941—1945 років.
- Два ордени Трудового Червоного Прапора (8 грудня 1951; 4 січня 1954).
- Орден Червоної Зірки (30 грудня 1948 року).
- Медаль «Партизану Вітчизняної війни» І ступеня (21 березня 1945 року).
- Заслужений діяч науки і техніки Російської Федерації (16 січня 1996 року) — за заслуги перед державою, великий особистий внесок у розвиток атомної промисловості та багаторічну сумлінну працю[5]
- Ленінська премія (1960 рік) — за розроблення нового покоління уніфікованої системи підриву та нейтронного ініціювання для міжконтинентальної балістичної ракети Р-7 .
- Державна премія СРСР (1955 рік) — за створення першої системи підриву ядерних зарядів із зовнішнім нейтронним джерелом .
- Премія Уряду Російської Федерації (2000 рік) — за дослідження, аналіз та узагальнення військово-технічних проблем та розробок другої половини XX століття, впроваджених у вітчизняні системи озброєння .
- Почесна грамота Уряду Російської Федерації (27 листопада 2014 року) — за великий особистий внесок у розвиток атомної галузі та багаторічну сумлінну працю[6]
- Подяка Уряду Російської Федерації (10 травня 2007 року) — за багаторічну плідну наукову діяльність у галузі створення та вдосконалення ядерних боєприпасів[7]

## Ушанування пам'яті
Меморіальна дошка у Всеросійському НДІ автоматики ім. М. Л. Духова роботи скульптора Олександра Ноздріна (2017)